# Aptitude

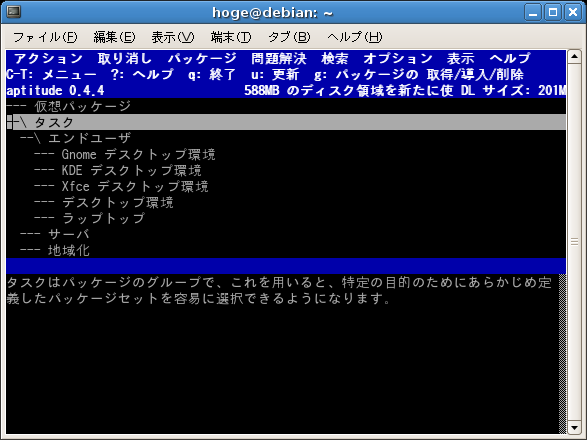
フルスクリーンモードのaptitude

aptitudeは、Debianなどが採用するAPTシステムにおけるCUIフロントエンドの一つ。APTシステムにおける代表的なコマンドであるapt-getなどに比べて、より強力なパッケージ管理機能（高機能な検索、対話的なソフトウェアの追加・削除ができる）を有する。
また、引数をつけずに'aptitude'を起動すればフルスクリーンモードで起動できる。
```
aptitude [ Enter ]
```

aptitudeはapt-getと同じ感覚のコマンドラインコマンドとしても使用できる。
```
aptitude update [ Enter ]
aptitude upgrade [ Enter ]
aptitude install 
パッケージ名
 [ Enter ]
```

## イースターエッグ
aptitudeには隠し機能があり、apt-getの隠し機能と対になっている（"\"はバックスラッシュである）。
```
$ aptitude -h
aptitude 0.4.11.11
使用方法: aptitude [-S ファイル名] [-u|-i]
   ~ ~ ~ ~
   ~ ~ ~ ~
 -i             : 起動時にインストールを行います。

                  この aptitude にはスーパー牛さんパワーなどはありません。
$ aptitude moo
このプログラムにはイースターエッグ (隠し機能) はありません。
$ aptitude -v moo
このプログラムには本当にイースター・エッグはありませんよ。
$ aptitude -vv moo
このプログラムにイースターエッグはないって言わなかったかい?
$ aptitude -vvv moo
やめてくれ!
$ aptitude -vvvv moo
わかった、わかった。あんたにイースターエッグをあげればどっか行ってくれるかい?
$ aptitude -vvvvv moo
わかったよ。あんたの勝ちだ。

                               /----
\

                       -------/      
\

                      /               
\

                     /                |
   -----------------/                  --------
\

   ----------------------------------------------
$ aptitude -vvvvvv moo
これが何なのか? もちろんウワバミに食べられた象だよ。
```

「ウワバミに食べられた象」というのは星の王子さまの一節に由来する。